# ポルトガル音楽協会
ポルトガル音楽協会（ポルトガルおんがくきょうかい、葡: Associação Fonográfica Portuguesa、略称 AFP）はポルトガルで唯一の音楽事業者団体。1989年に設立され、前身は GPPFV (Portuguese group of producers of Phonograms and videograms) と UNEVA (Union of audio and video editors) である。
AFP は IFPI（国際レコード・ビデオ製作者連盟）のポルトガルにおける下部組織である。AFP にはポルトガルの音楽市場における主要なレコード会社が参画し、その規模は市場の 95% 以上を占める。
1989年の設立以降、AFP は様々な学校の多くの学生に市場情報を公開してきている。RTP1 で放送される番組 "Top +" は、AFP と RTP の提携のもとで制作されている週間チャート番組であり、ポルトガルのテレビ番組としては最長寿番組である。

## レコード・チャート
ポルトガルのシングル・チャートは、2000年7月から2004年3月2日まで存在した。1994年以前に、AFP はシングル・チャートを公表していた。このチャートは、ACNielsen のポルトガル法人が集計した小売データに基づいていた。

## ゴールドディスク認定枚数
アルバム
- ゴールド: 7,500
- プラチナ: 15,000

音楽 DVD
- ゴールド: 4,000
- プラチナ: 8,000